# Jan Jargiełło
Jan Jargiełło (ur. 8 lutego 1941, zm. 30 listopada 2023) – polski koszykarz występujący na pozycji obrońcy, wielokrotny medalista mistrzostw Polski, po zakończeniu kariery zawodniczej trener koszykarski.
W latach 1965–1968 plasował się w czołowej siódemce najlepiej punktujących zawodników ligi.

## Osiągnięcia
Na podstawie, o ile nie zaznaczono inaczej.
Zawodnicze
- Mistrz Polski (1971, 1972, 1973)
- Wicemistrz Polski (1970)
- Brązowy medalista mistrzostw Polski (1965, 1975)
- Zdobywca pucharu Polski (1976)
- Finalista pucharu Polski (1969)

Trenerskie
- Mistrzostwo Polski (1978)
- Wicemistrzostwo Polski (1980)
- Puchar Polski (1978, 1979)